# Avatar (hindouisme)
Pour les articles homonymes, voir Avatar.
Dans le vishnouisme, un avatar (अवतार, avatâra, en sanskrit « descente », au sens de « descente du ciel ») est l'incarnation d'une divinité sur terre, en réponse à un besoin du rétablissement du Dharma (dans ce sens, l'ordre naturel). 
« Pour la sauvegarde du bien, déclare Krishna dans la Bhagavad-Gîtâ, pour la destruction du mal et pour le rétablissement de la loi éternelle, je m'incarne d'âge en âge. » (IV, 8).
Les enseignements d'un avatar, correctement appréhendés et graduellement mis en pratique par l'humanité, élargissent sa compréhension du sens de la vie et contribuent à son avancement sur le chemin de l'évolution.
La notion d'avatar n'a été pleinement développée que dans la mythologie tardive, mais elle se trouve déjà contenue dans les Upaniṣad. Sous forme personnifiée, le principe ultime, qui a manifesté le monde, s'y incarne à nouveau : « L'ayant façonné, il y entra. » (Taittirîya Upanishad, II, 6).
Le vishnouisme distingue plusieurs types d'avatars, Krishna y étant seul considéré comme un avatar complet de Vishnou (Purnavatara) en tant que principe ultime. Les autres avatars sont alors décrits comme des incarnations partielles ou des manifestations de certains aspects du divin. La fonction première de l'avatar est cependant chaque fois la même : rétablir le dharma ou la loi éternelle en instaurant les principes de connaissance appropriés à l'époque à laquelle il se manifeste. À cette fin, l'avatar est parfois assisté de vibhûti ou pouvoirs spéciaux, alors personnifiés sous forme de compagnons qui le soutiennent dans sa tâche.

## Les avatars de Vishnou
Selon la tradition récente la plus répandue, les avatars de Vishnou sont au nombre de dix ; ils sont connus collectivement sous le nom de dashâvatâras (dix avatars) :
| - 1. Matsya, le poisson - 2. Kûrma, la tortue - 3. Varâha, le sanglier - 4. Narasimha, l'homme-lion - 5. Vâmana, le nain | - 6. Parashurâma, Râma à la hache - 7. Râma - 8. Krishna - 9. Bouddha - 10. Kalki |

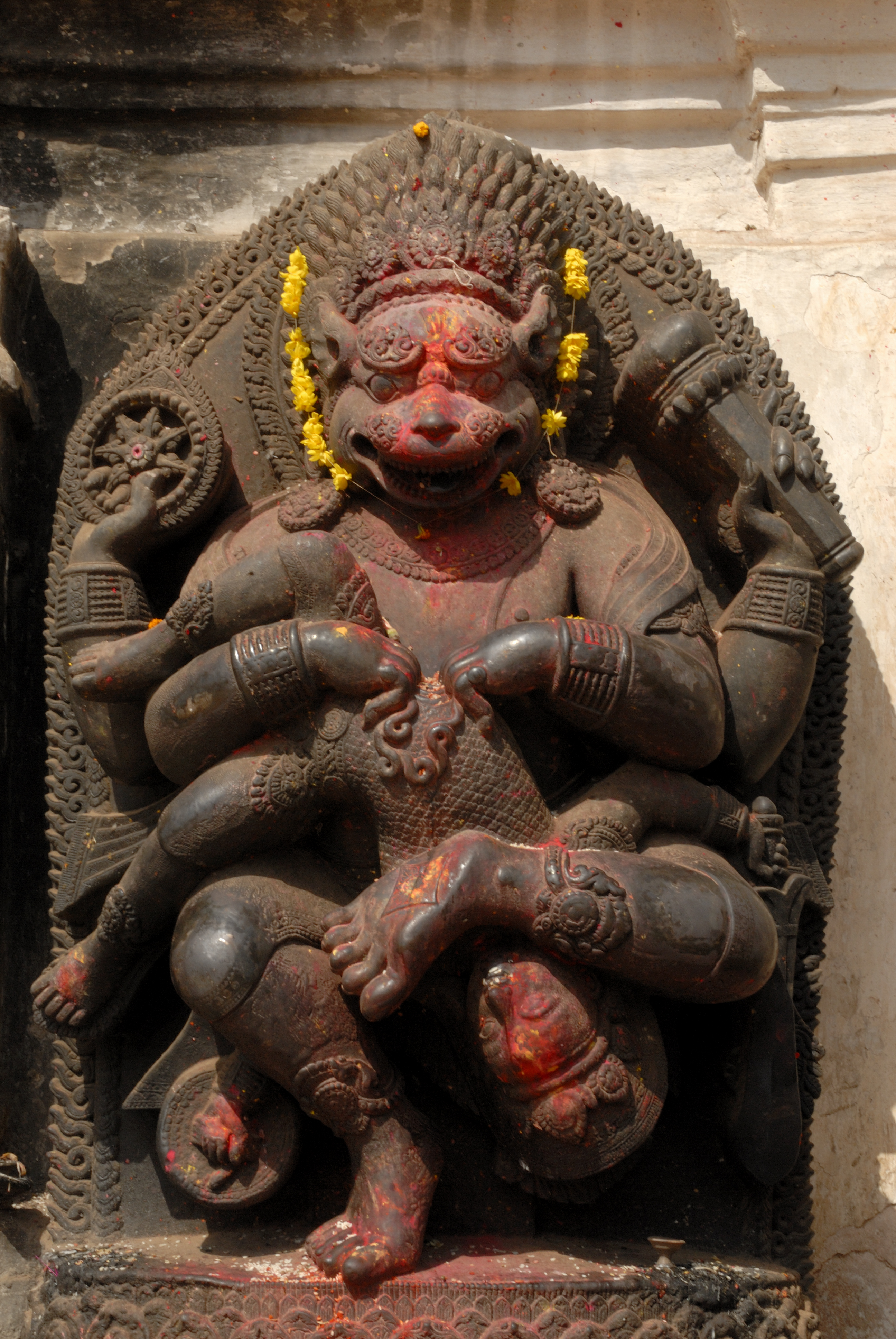
Statue de Narasimha à Bhaktapur, au Népal.

Le Bouddha, dont l'origine en tant qu'avatâr est assez tardive, remplace dans cette liste Balarâma, le frère de Krishna. Kalki, encore à venir, s'incarnera pour mettre fin au Kali Yuga.
Les rois de Thaïlande sont parfois considérés comme des avatars de Vishnou.
Le nombre des avatars varie selon les textes : 10 dans le Varâha Purâna, 12 dans le Matsya Purâna, 22 dans le Garuda Purâna, 39 dans l'Ahirbudhnya Samhita. Tout en déclarant que « les incarnations de Vishnou sont innombrables comme des rivières jaillies d'un lac inépuisable » (I, 3), le Bhâgavata Purâna en donne la liste suivante : 
| - 1. Kumâra - 2. Varâha - 3. Nârada - 4. Nara-Nârâyana - 5. Kapila - 6. Dattatreya - 7. Yajna - 8. Rishabha - 9. Prithu - 10. Matsya - 11. Kûrma | - 12. Dhanvantari - 13. Mohini - 14. Narasimha - 15. Vâmana - 16. Parashurâma - 17. Vyâsa - 18. Râma - 19. Balarâma - 20. Krishna - 21. Bouddha - 22. Kalki |

La Shakti ou Parèdre de Vishnou est Lakshmi, sous la forme de Bhūmi, accompagnant Varâha, sous la forme de Sītā, accompagnant Râma et sous la forme de Radha, accompagnant Krishna.

## Autres avatars
Dans la mythologie, d'autres divinités ou personnalités semi-divines sont parfois considérées comme des avatars, comme Hanumân (incarnation de Shiva). La plupart des hindous considère les grandes figures religieuses de l'humanité, tels que Zoroastre, Jésus ou Mahomet, comme autant d'avatars ou de manifestations du principe divin. Certaines personnalités saintes de l'hindouisme, tel que Chaitanya (incarnation de Vishnou), sont également vénérées par leurs disciples comme des avatars partiels, voire complets.